# Schloss Hohenlehen
Schloss Hohenlehen ist eine Villa im Ybbstal der Eisenwurzen in Niederösterreich und Ortsteil der Gemeinde Hollenstein an der Ybbs im Bezirk Amstetten. Als Gut Hohenlehen Anfang des 20. Jahrhunderts ein Jagd- und Forstgut, beherbergt es heute die Landwirtschaftliche Fachschule Hohenlehen (LFS Hohenlehen), ehemals Waldbauernschule genannt, heute auch Bergbauernschule.

## Lage und Baulichkeiten
Schloss Hohenlehen liegt auf (430 m ü. A.) halbwegs zwischen Opponitz und Hollenstein oberhalb der Ybbs, auf einer Schwemmterrasse des Donnerkogelgrabens am Fuß des Gaflenzer Kaiblings. Südlich des Schlosses liegt das Areal des Meierhofs, Waldbauernschule genannt.

### Nachbarorte
|          | Thann (Gem. Opponitz)                       | Gstadt (Gem. Opponitz) |
|          | Kompassrose, die auf Nachbargemeinden zeigt |                        |
| Garnberg | Hohenlehen                                  |                        |

Das Haupthaus, genannt Schloss, ist ein monumentales, zweigeschoßiges Gebäude der Belle Époque mit turmartig erhöhtem Mitteltrakt und großzügigem Söller der Beletage mit beidseitigen Stiegenaufgängen. Der Turmaufsatz ist in Form eines rundbogengedachten Zwerchhauses zu einem Turmstockwerk erhöht, den Turm krönt in Form einer Laterne ein weiteres Stübchen. Rückseitig kragen noch, aus der Achse versetzt, ein traufständiger Trakt und ein Ecktrakt mit einem weiteren Türmchen hervor, die einen kleinen Halbhof bilden. Die Fassade ist in vergleichsweise schlichter historistischer Quaderung (Rustizierung) gehalten. Architekt war der Wiener Stadtbaumeister Maximilian Katscher, ein Ferstel-Schüler.
Die Waldbauernschule, der alte Gutshof Hohenlehen (⊙), 300 Meter vom Schloss entfernt und mit ihm durch eine Allee verbunden, ist ein in Form eines Vierseiters ausgeführtes Gehöft, das von mehreren weiteren Gebäuden umstanden ist. Die Anlage ist für die Erbauungszeit modern angelegt und verfügt über einen repräsentativen Vorbau, auf dem ein monumentaler, klassizistischer Giebelaufsatz mit der sonst nüchtern strukturierten Fassade kontrastiert.
Weiter ybbsaufwärts liegen auf dem Grundstück noch Gebäude, dazwischen Park und Sportanlagen. Dort steht das ehemalige Gartenhaus (⊙), heute das (alte) Internatsgebäude, ein zweigeschoßiges Gebäude, die Schaufront mit spitzgiebeligem Mittelrisalit und vier Dacherkern. Es streckt nach hinten zwei Seitenflügel und ist mit einem langen, beiderseits über die Schauseite hinausragenden Rückflügel zu einem Innenhof geschlossen. In der Fassadengestaltung ist es dem Haupthaus angepasst.
Das gesamte Gebäudeensemble, Schloss wie Waldbauernschule, steht nach § 2a Denkmalschutzgesetz als Schlossanlage Hohenlehen unter Denkmalschutz.

## Geschichte

### Gut Hohenlehen
Gustav Davis,
Gründer der Wiener Tageszeitung Kronen Zeitung, erwarb, nachdem das Tal mit Bau der Ybbstalbahn 1896 erreichbar wurde, bis 1906 die Gründe mehrerer nach dem Verfall der eisenwurzener Kleineisenindustrie abgewirtschafteter Kleinbauern zwischen Opponitz und Kleinhollenstein, seinerzeit ein Forst- und Jagdgut im Ausmaß von etwa 1500 ha. Als Ansitz ließ er bis 1910 eine monumentale Villa mit Parkanlage, Gartenhaus, Meierhof, Verwaltungsgebäude, Pförtnerhaus und Personalwohnhaus errichten und nannte sie Schloss und Gut Hohenlehen.
1908 kaufte er auch das Gut Geyersbichl und 1913–1915 die beiden nördlich gelegenen Anwesen Gut Seeburg und Gut Bärengschwandt, gab Seeburg aber nach dem Ersten Weltkrieg wieder ab.
Mit etwa 80 % Waldfläche war das Anwesen in erster Linie als Privatjagd gedacht.
Das Wirtschaftsgut wurde insbesondere nach dem Ersten Weltkrieg zu einem landwirtschaftlichen Musterbetrieb ausgebaut. Es war weit über die Grenzen Österreichs hinaus bekannt; im Besonderen wurde hier mit dem Hohenlehner Braunvieh eine moderne Rinderrasse erzüchtet.
Im März 1920 kam es zu Verhandlungen über eine Zwangsrückgabe aufgekaufter Gehöfte im Rahmen des Verdachts auf Bauernlegen (die unredliche Übernahme von Bauerngütern durch Großgrundbesitzer). Nach dem Wiederbesiedelungsgesetz 1919 (WBG), kam es aber 1924 nur bei zwei Gütern dazu.
Gustav Davis starb 1951 im Alter von 95 Jahren auf Hohenlehen. Das ehemalige Gut verteilt sich heute auf die Ortschaften Garnberg und Hohenlehen und den verbliebenen Privatbesitz (das heute Gut Hohenlehen genannte Anwesen ist die Ortslage Waidach von Opponitz, am anderen Ybbsufer).

### Wald- und Bergbauernschule
21. September 1949 kaufte die Landeslandwirtschaftskammer Niederösterreich (LLWK-NÖ) Schloss und etwa 100 ha Grund, installierte eine Forstliche Kursstätte, die Gebirgsbauernschule war schon 1926 in Gaming begründet worden.
Man errichtete Wirtschaftsgebäude und baute 1951 das ehemalige Gartenhaus zum Internatsgebäude um. Erweiterungen fanden 1962 und 2000/01 statt. Seit Beginn an gibt es auch die Fachschule Unterleiten (LFS Unterleiten für ökologische Land- und Hauswirtschaft), ursprünglich als die Mädchenschule, als Expositur.
Am 1. Jänner 1971 wurde das Institut vom Land Niederösterreich übernommen, und als Wald- und Gebirgsbauernschule Hohenlehen eingerichtet. Sie wurde anfangs als zweisemestrige Winterfachschule geführt, ab 1978 als dreistufige berufsschulersetzende Winterfachschule. Seit 1990 ist es eine pflichtschulersetzende Fachschule mit vier Schulstufen. Die heutige Bergbauernschule, mit Fokus auf alpine Landwirtschaft wird seit 1994 als Schulversuch geführt. Der forstliche Schulzweig ist die einzige Schule der Schulform Forstfachschule (FFS) in Österreich, und gehört zu den Land- und forstwirtschaftlichen Lehranstalten (LFLA), die dem Land- und Forstwirtschaftsministerium direkt unterstellt sind.

### Direktoren
- Franz Klikovits 1949–1966
- Gerald Schlimp 1966–1978
- Karl Peter 1978–1987
- Adolf Schnabel 1987–1999
- Leo Klaffner seit 1999

### Schülerzahlen
Die Schülerzahl betrug die Schuljahre 1983 bis 1989 durchschnittlich 108, stieg dann durch die Umwandlung in eine vierjährige Schule auf etwa 144 im Zeitraum 1996 bis 2002, wo sie auch heute noch liegt.

## Schulprofil der Landwirtschaftlichen Fachschule Hohenlehen
Die Schule ist eine pflichtschulersetzende Fachschule für Bäuerliche Grünland- und Waldbewirtschaftung mit dem Schulschwerpunkt Bergbauernschule und führt nach vier Jahren zu einem vollen Berufsabschluss (Fachschulabschluss
mit Facharbeiterbrief). Aufnahmebedingung ist ein positiver Abschluss der 8. Schulstufe, oder eine Einstufungsprüfung bei Übertritt in die 2. Schulstufe.
Im 3. Jahrgang wird der Betriebsleiterlehrgang mit Heimpraxis und 6 Monate Fremdpraxis oder gewerblicher Lehre eingeschoben, die den Bildungsweg vervollständigen.
Sie hat fünf Ausbildungsrichtungen:
- Biologische Grünlandbewirtschaftung mit Rinder- und Schweinehaltung
- Waldbewirtschaftung mit Forsttechnik und Holzbearbeitung
- Fleischverarbeitung
- Alm- und Weidewirtschaft
- Jagdausbildung

Der Lehrplan umfasst neben Grundlagen unternehmerischer Bildung (Betriebswirtschaft und Rechnungswesen, Marketing und Wirtschaftskunde, Informationstechnologien, Mathematik und Fachrechnen, Englisch) als fachspezifische Bildung die Fächer Pflanzenbau, Landtechnik und Baukunde, Nutztierhaltung, Waldwirtschaft und Obstbau, sowie umfangreichen praktischen Unterricht.
Außerdem wird zusammen mit der Fachschule Edelhof und Landesberufsschule Pöchlarn kombinierte weiterführende Lehrgänge zur Ausbildung im Beruf Tischler oder Zimmerer angeboten.
Die Schule verfügt über ein angeschlossenes Internat.
In Zusammenarbeit mit Bio Austria und Landwirtschaftskammer finden im Lehrbetrieb auch Bio-Umstellerkurse statt, und die Universität für Bodenkultur Wien veranstaltet regelmäßig Feldvermessungsseminare.

### Lehrbetrieb

Bio Austria

Der Lehr- und Versuchsbetrieb umfasst neben den Betriebs- und Stallgebäuden auch knapp 100 ha land- und forstwirtschaftlich genutzte Flächen, und gehört damit zu den größeren Betrieben im südlichen Mostviertel.
Seit 1992 ist die Fachschule auch anerkannter Biobetrieb.
Zu Zeiten der Gründung des Gutes Hohenstein wurden bis zu 150 Rinder gehalten, der Viehbestand betrug 2002 20 Kühe, 21 Kälber und Kalbinnen, Jungstiere, 33 Schafe, 18 Mast- und Zuchtschweine und 1 Pferd, womit den Schülern der Umgang mit dem wichtigsten Groß- und Mittelvieh vermittelt werden kann. Das Milchkontingent beträgt 80.000 kg, und wird – neben Selbstversorgung – an die Molkerei verkauft. Es werden Fleischwaren produziert, womit der Schüler auch in Kontakt mit dem Schlachtereiwesen kommt, und auch in Ab-Hof-Verkauf abgeben (EU-Schlachthof, Bäuerliche Schlachtgemeinschaft Oberes Ybbstal).
Die jährliche Erntemenge der Forstwirtschaft beträgt ungefähr 150 Festmeter und wird ebenfalls im Rahmen der Schulbildung erwirtschaftet.

## Persönlichkeiten
- Gustav Davis (1856–1951), Gründer der Kronenzeitung, verstarb auf seinem Jagdgut Schloss Hohenlehen